# Euro Cup 1996
L'Euro Cup 1996 est la 1re édition de l'Euro Cup en football américain.

## Clubs participants
- Tournai Cardinals  Belgique
- Trojans de Rotterdam  Pays-Bas
- Saint-Gallen Vipers  Suisse

## Calendrier / Résultats
| Qualifié en finale |

### Groupe A
| Groupe A             |      |      |      |     |          |            |
| Club                 | Vic. | Nuls | Déf. | Pts | Pts pour | Pts contre |
| Trojans de Rotterdam | 0    | 0    | 0    | 0   | 0        | 0          |
| -                    | 0    | 0    | 0    | 0   | 0        | 0          |

### Groupe B
| Groupe B            |      |      |      |     |          |            |
| Club                | Vic. | Nuls | Déf. | Pts | Pts pour | Pts contre |
| Saint-Gallen Vipers | 1    | 0    | 1    | 3   | 55       | 34         |
| Tournai Cardinals   | 1    | 0    | 1    | 3   | 34       | 55         |

- 21 avril 1996 :

Vipers 33-6 Cardinals
- 26 mai 1996 :

Cardinals 28-12 Vipers

### Finale
- 22 juin 1996 :

Tigers 21-6 Vipers

## Source
- (de) www.safv.ch